# Будди минулого

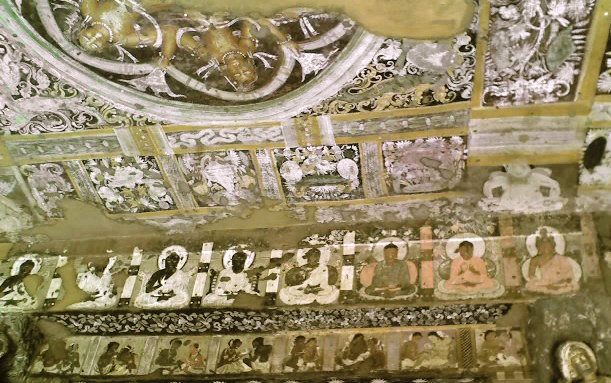
Сім будд минулого і Майтрейя на розписах Аджанти, другий ряд знизу (з восьми фігур), зліва направо. Майтрейя виділяється тим, що він у короні.

У країнах, де більшість населення дотримується буддизму Тхеравади, наприклад, у Шрі-Ланці, Камбоджі, М'янмі, Таїланді, проводять свята в честь 28 будд минулого, описаних в Буддхавамсі. В цьому тексті описано життя Будди Гаутами та 27 будд, що передували його приходу.
Згідно буддійської традиції в кожну кальпу з'являється 1000 будд.

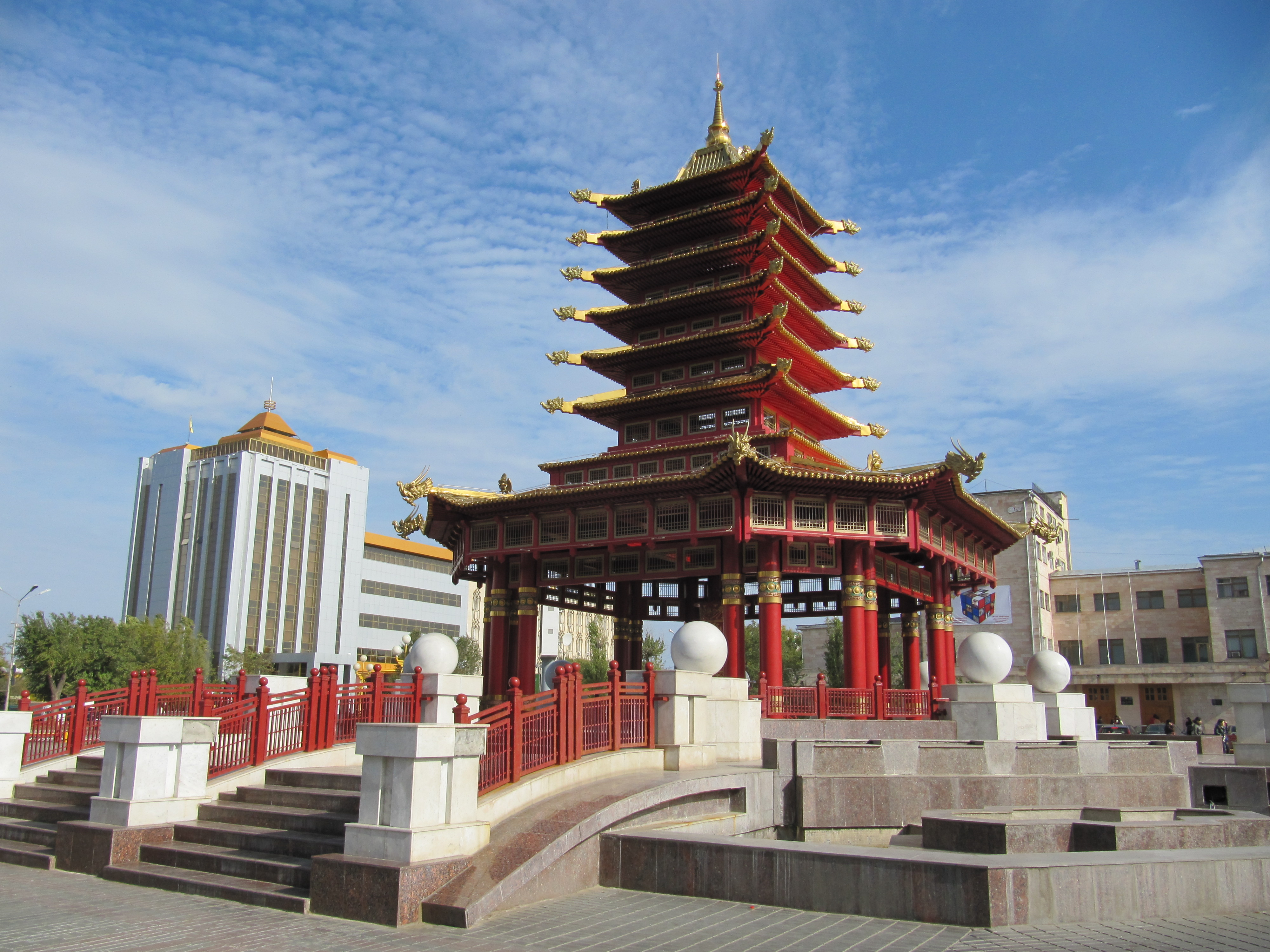
Пагода Семи Днів в Елісті присвячена семи буддам

## Сім будд минулого
Сім будд минулого або Сім будд давнини (sapta-tathāgata IAST) — блок буддійської понятійної системи, що передбачає лінію передачі Дгарми, що передує Будді Шак'ямуні. Зустрічається як у традиції махаяни, так і тхеравади.
1. Віпаш'їн Vipaśyin 毘婆尸
2. Шікхін Śikhin 尸棄
3. Вішвабху Viśvabhū 毘舍婆
4. Кракуччханда Krakucchanda 拘樓孫
5. Канакамуні Kanakamuni 拘那舎牟尼
6. Каш'япа Kāśyapa 迦葉
7. Шак'ямуні 釈迦牟尼

Існує ряд джерел, які більш або менш докладно описують будд, що приходили у світ до Шак'ямуні. Ця лінія нерозривно пов'язана з продовженням наставництва Шак'ямуні, так що він виявляється передостаннім серед вчителів. Після нього згадується його учень і наступник в громаді Махакаш'япа або ж Майтрейя, Будда прийдешнього.
Широко поширений також список 28 будд, що походить з ще більш далекого минулого.

## Функції попередніх будд
По відношенню до Шак'ямуні, наявність попередників дає його фігурі історичну глибину. Також, кожен будда зустрічався з наступним, і передрікав тому досягнення просвітлення в майбутніх життях. Всі попередники, як і Шак'ямуні, здійснили 12 діянь (з деякою заміною умов їх вчинення).
Опора на лінію передачі, значну за тимчасової протяжності, створила історичну перспективу, завдяки чому буддійські і джайнські монастирські хроніки є першими індійськими історичними джерелами.

## 7 будд минулого
| # | ім'я на санскриті            | на палі    | дерево бодхі                                                                    | колір шкіри  | колір одягу          |
| - | ---------------------------- | ---------- | ------------------------------------------------------------------------------- | ------------ | -------------------- |
| 1 | Віпаш'їн                     | Віпассі    | паталі (Bignonia suaveolens)                                                    | чорний       | молочно-білий        |
| 2 | Шікхін                       | Сікхі      | білий лотос, пундарика (Nymphaea alba)                                          | чорний       | молочно-білий        |
| 3 | Вішвабху (-к)                | Вессабху   | сал (шак) (Shorea robusta/Vatica robusta)                                       | чорний       | молочно-білий        |
| 4 | Кракуччханда                 | Какусанда  | акація, сиріса (Albizia lebbeck)                                                | чорний       | молочно-білий        |
| 5 | Канакамуні                   | Конагамана | Удумбара (Ficus glomerata)                                                      | світло-сірий | молочно-білий        |
| 6 | Каш'япа(-муні)               | Кассапа    | Нігродха (бан'ян) (Ficus indica)                                                | золотистий   | темно-зелений        |
| 7 | Шак'ямуні                    | Шак'ямуні  | смоковниця, ашваттха, ассатха (Ficus religiosa)                                 | золотистий   | помаранчевий         |
| 8 | Майтрейя (Будда майбутнього) | Меттейя    | залізне дерево, нага (Mesua ferrea) або ашока (Saraca indica або Jonesia Ashok) | золотистий   | помаранчевий, корона |

## 28 будд минулого
Згідно буддійській хронології в поточну кальпу, яка називається Бхадракальпа, що у перекладі з санскриту означає «Боагая кальпа», має прийти 1000 чи 1005 будд. Будда Шак'ямуні став четвертим Татхагатою поточної кальпи. Першим буддою кальпи був Кракуччханда, в його часи люди жили по 60 000 років. Потім слідував Будда Канакабуні, при ньому тривалість людського життя складала 40 000 років. Третім був Будда Каш'япа, який прийшов у світ, коли термін життя людини скоротився до 20 000 років.
| #  | Ім'я        | Ім'я на палі | Каста    | Місце народження              | Батьки                                           | Дерево бодхі              | Інкарнація Гаутами                                    |
| -- | ----------- | ------------ | -------- | ----------------------------- | ------------------------------------------------ | ------------------------- | ----------------------------------------------------- |
| 1  | Танханкара  | Taṇhaṅkara   | Кшатрії  | Долина Ганга — Варанасі       | Король Сунанда і королева Сунандаа               | Алламанда проносна        | —                                                     |
| 2  | Меданкара   | Medhaṅkara   | —        | Долина Ганга — Паталіпутра    | Судева і Яшодхара                                | Kaela                     | —                                                     |
| 3  | Сарананкара | Saraṇaṅkara  | —        | Долина Нармади — Уггані       | Сумангала і Яшаваті                              | Stereospermum chelonoides | —                                                     |
| 4  | Діпанкара   | Dīpankara    | Брахмани | Долина Маханаді — Райпур      | Судева і Сумедайя                                | Фікус священний           | Сумеда (також Суматі чи Мега Манава, багатий брахман) |
| 5  | Кондан'я    | Koṇḍañña     | Кшатрії  | Долина Махавелі — Мах'янгана  | Сунанда і Суджата                                | Салове дерево             | Віджитаві (Чакраварті в Чандаватінагарі Маджхімадеси) |
| 6  | Мангала     | Maṅgala      | Брахмани | Долина Валаве — Балангода     | Уттара і Уттара                                  | Мезуя                     | Суручі (В Сірібрахмано)                               |
| 7  | Сумана      | Sumana       | Кшатрії  | Маханаді — Дамбаденая         | Судассана і Сіріма                               | Мезуя                     | царь нагів Атуло                                      |
| 8  | Ревата      | Revata       | Брахмани | Монарагала                    | Віпала і Віпула                                  | Мезуя                     | Брахман, знаток Вед                                   |
| 9  | Собіта      | Sobhita      | Кшатрії  | Долина Нармади — Аджанта      | Судамманагара і Судамманагара                    | Мезуя                     | Брахман Суджата (в Раммаваті)                         |
| 10 | Аномадассі  | Anomadassi   | Брахмани | Долина Ґодаварі — Наґпур      | Яшава і Яшодара                                  | Кукубха                   | Царь якшів                                            |
| 11 | Падума      | Paduma       | Кшатрії  | Долина Ґодаварі — Гайдарабад  | Анурула і Суджата                                | Лагерстремія витончена    | Лев                                                   |
| 12 | Нарада      | Nārada       | —        | Долина Кавері — Веллор        | Царь Судева і Анопама                            | Лагерстремія витончена    | Тапасо в Гімалаях                                     |
| 13 | Падумуттара | Padumuttara  | Кшатрії  | Долина Кавері — Тірупаті      | Анурула і Суджата                                | Діптерокарпус             | Аскет Джатило                                         |
| 14 | Сумеда      | Sumedha      | Кшатрії  | Долина Ганга — Агра           | Сумеда і Сумеда                                  | Nipa                      | Уродженець Уттаро                                     |
| 15 | Суджата     | Sujāta       | —        | Долина Інда                   | Уггата і Паббаваті                               | Бамбук звичайний          | Чакравартін                                           |
| 16 | Піядассі    | Piyadassi    | —        | Долина Іраваді — Мандалай     | Судата і Субаддха                                | Crateva hygrophila        | брахман Кассапа (в Сіріваттанагарі)                   |
| 17 | Аттадасі    | Atthadassi   | Кшатрії  | Долина Інда — Таксила         | Сагара і Судассана                               | Магнолія чампака          | брахман Сусіно                                        |
| 18 | Дхаммадассі | Dhammadassī  | Кшатрії  | Долина Ганга — Патна          | Суранамаха і Сунанада                            | bimbijāla                 | Предводитель девів Індра                              |
| 19 | Сіддхартха  | Siddharttha  | —        | Долина Брахмапутрі — Нагаленд | Удені та Супасса                                 | kanihani                  | брахман Мангал                                        |
| 20 | Тісса       | Tissa        | —        | Чіттагонгський гірний район   | Джанасандо і Падума                              | Птерокарпус мішкоподібний | Царь Суджата в Ясаватінагарі                          |
| 21 | Пусса       | Phussa       | Кшатрії  | Долина Ганга — Варанасі       | Джаясена і Сіремайя                              | Філлантус ембліка         | Віджитаві                                             |
| 22 | Віпассі     | Vipassī      | Кшатрії  | Долина Інда — Гондар          | Віпассі та Віпассі                               | Stereospermum chelonoides | Царь Атула                                            |
| 23 | Сікхі       | Sikhī        | Кшатрії  | Арунаваті                     | Арунаватті та Папаватті                          | Mangifera zeylanica       | Аріндамо в Сарабавітанагарі                           |
| 24 | Вессабху    | Vessabhū     | Кшатрії  | Анупаманагара                 | Суппаліта і Яшаваті                              | Салове дерево             | Садассана в Сарабаватінагарі                          |
| 25 | Какусанда   | Kakusandha   | Брахмани | Кхемаватінагара               | брахман Агідатта, священник царя Кхеми, і Вісака | Альбіция                  | Царь Кхема                                            |
| 26 | Конагамана  | Koṇāgamana   | Брахмани | Собаватінагара                | брахман Янадатта і Уттара                        | Фікус кістевидний         | Джотіпала в Ваппулі                                   |
| 27 | Кассапа     | Kassapa      | Брахмани | Варанасі                      | брахман Брахмадатта і Дханаваті                  | Фікус бенгальський        | Джотіпала в Ваппулі                                   |
| 28 | Гаутама     | Gautama      | Кшатрії  | Лумбіні                       | Царь Шуддходана і Майя                           | Фікус священний           | —                                                     |